# 巴西南大河州足球联赛
南大河州足球联赛（Campeonato Gaúcho）是巴西南里奥格兰德州最高级别的联赛，成立於1919年。南大河州足球联赛於每年的1月至4月舉行。南大河州足球联赛中的甘美奧阿雷格里港足球會和國際體育會較為知名，同時這兩隻球隊也是巴西足球甲級聯賽的參賽球隊。